# Derenbach (Ruppichteroth)
Derenbach ist ein Ortsteil der Gemeinde Ruppichteroth im Rhein-Sieg-Kreis in Nordrhein-Westfalen. Bis zum 1. August 1969 war Derenbach ein Ortsteil der damals eigenständigen Gemeinde Winterscheid.

## Geographie und Verkehr
Der Weiler liegt im oberen Derenbachtal. Nachbarorte sind Holenfeld  und Schmitzdörfgen im Südwesten.
Der Ort ist über die Haltestelle Holenfeld Abzw. der Buslinie 531 der RSVG an den ÖPNV angeschlossen.

## Geschichte
1712 lebten hier sechs Haushalte mit 29 Seelen: Wilhelm Thiel, Henrich Bäumgen, Wimar Schmit, Wilhelm Kuchheim, Anton Severing und Gerard Lückroth.
1809 hatte der Ort 35 katholische Einwohner. Er gehörte mit Bechlingen, Fußhollen, Hatterscheid, Holenfeld, Honscheid, Litterscheid, Schmitzdörfgen und Stockum zur Commüne Derenbach (495 katholische Einwohner) in der Spezialgemeinde Winterscheid.
1817 wohnten hier 40 Menschen.